# Таштак (Аксыйский район)
Таштак (кирг. Таштак) — село в Аксыйском районе Джалал-Абадской области Кыргызстана. Входит в состав Джаны-Джольского айылного аймака.

## География
Село расположено в южной части области, на берегах реки Малкалды (левый приток реки Кара-Суу), на расстоянии приблизительно 31 километра (по прямой) к северо-востоку от города Кербен, административного центра района.

## Население
Согласно оценочным данным Национального статистического комитета Кыргызской Республики, численность населения села на начало 2023 года составляла 1930 человек.
| год     | 2009 | 2014 | 2015 | 2020 | 2021 | 2023 |
| ------- | ---- | ---- | ---- | ---- | ---- | ---- |
| человек | 1055 | 1944 | 1528 | 1677 | 1728 | 1930 |